# Bombyliomyia soror
Bombyliomyia soror är en tvåvingeart som först beskrevs av Samuel Wendell Williston  1886.  Bombyliomyia soror ingår i släktet Bombyliomyia och familjen parasitflugor. Inga underarter finns listade.